# Jarfjorden
69°47′13″N 30°24′56″Ø / 69.78694°N 30.41556°Ø
Jarfjorden (nordsamisk: Ruovdevuotna) er en fjordarm af Varangerfjorden i Sør-Varanger kommune i Troms og Finnmark fylke i Norge. Fjorden strækker sig 21 km mod syd til Jarfjordbotn.
Fjorden har indløb mellem Oterneset i vest og Rundskjeret i øst. Lige indenfor indløbet ligger Litle Jarfjorden næsten parrallelt til Jarfjorden på østsiden. Der ligger få bebyggelser indover i fjorden før bygden Lanabukt på østsiden. Et stykke længere mod syd ligger landsbyerne Storbukt og Tårnet. Her svinger fjorden næsten halvfems grader mod vest  det sidste stykke til Jarfjordbotn. 
Rigsvej 886 går langs sydsiden af fjorden. Ved fjorden er Norges ældste grundfjeld, humpegnejs, som er en over 2800 millioner år gammel ortogneis.